# Stethojulis notialis
Stethojulis notialis är en fiskart som beskrevs av Randall 2000. Stethojulis notialis ingår i släktet Stethojulis och familjen läppfiskar. IUCN kategoriserar arten globalt som livskraftig. Inga underarter finns listade i Catalogue of Life.